# Luis Joaquín Morales
Luis Joaquín Morales Ocaranza (Huasco Bajo, Región de Atacama, 21 de agosto de 1861 - Santiago, Región Metropolitana de Santiago, 2 de abril de 1915), o don Joaquín como prefería que se le llamara, fue un médico, historiador, poeta y político chileno.

## Biografía
Nació en Huasco Bajo, anteriormente perteneciente al Departamento de Freirina. Sus padres fueron José Morales y Gregoria Ocaranza. Es uno de los notables historiadores de la región de Atacama.
Vivió por largos años en el puerto de Carrizal, donde ejercía su profesión de médico. Atendía sus pacientes mineros de las fenas Fraguita, Labrar y Quebradita. En esta última faena, colaboró en la Escuela Nocturna de Quebradita, que era financiada por la Sociedad de Obreros y Socorros Mutuos de Copiapó, entidad fundada por Olegario Arancibia, exsoldado constituyente e instructor de milicias en el 2° Batallón Atacama.
En 1909 se retira de estos centros mineros e ingresa al Hospital de Vallenar, ciudad donde también fue regidor municipal.
Murió en Santiago el 2 de abril de 1915. Sus restos están en el Cementerio General, en Santiago de Chile.

## Libros
- 1893 - Higiene práctica de los mineros[3]
- 1897 - Historia del Huasco (2.ª edición en 1981, 3.ª edición en 2014)
- 1912 - Maricande

## Premios
- 1912 - Juegos Florales, (por su drama histórico Maricande, Copiapó)